# 369
369（三百六十九、さんびゃくろくじゅうきゅう）は自然数、また整数において、368の次で370の前の数である。

## 性質
- 369は合成数であり、約数は 1, 3, 9, 41, 123, 369 である。
  - 約数の和は546。
- 369 = 9 × (92 + 1)/2
  - n = 9 のときの n(n2 + 1)/2 の値とみたとき1つ前は260、次は505。
  - 9 × 9 の魔方陣の各列の和は 369 である。
- 各位の和が18になる7番目の数である。1つ前は297、次は378。
- 各位の平方和が126になる最小の数である。次は396。(オンライン整数列大辞典の数列 A003132)
  - 各位の平方和が n になる最小の数である。1つ前の125は568、次の127は1369。(オンライン整数列大辞典の数列 A055016)
- 各位の積が各位の和の9倍になる最小の数である。次は396。(オンライン整数列大辞典の数列 A062041)
  - k 倍になる最小の数とみたとき1つ前は448 (8倍)、次は459 (10倍)。(オンライン整数列大辞典の数列 A126789)
- 369 = 122 + 152
  - 異なる2つの平方数の和で表せる111番目の数である。1つ前は365、次は370。(オンライン整数列大辞典の数列 A004431)
- 3つの平方数の和7通りで表せる2番目の数である。1つ前は341、次は461。(オンライン整数列大辞典の数列 A025327)
  - 369 = 22 + 132 + 142 = 32 + 62 + 182 = 42 + 82 + 172 = 72 + 82 + 162
    - 異なる3つの平方数の和4通りで表せる17番目の数である。1つ前は365、次は371。(オンライン整数列大辞典の数列 A025342)
- 369 = 13 + 33 + 53 + 63
  - 4つの正の数の立方数の和で表せる85番目の数である。1つ前は367、次は371。(オンライン整数列大辞典の数列 A003327)
  - 異なる正の数の4つの立方数の和1通りの形で表せる11番目の数である。1つ前は350、次は376。(オンライン整数列大辞典の数列 A025408)
- 369 = 32 × 41
  - 2つの異なる素因数の積で p2 × q の形で表せる46番目の数である。1つ前は363、次は387。(オンライン整数列大辞典の数列 A054753)

## その他 369 に関連すること
- ヒューズ 369は、アメリカのヒューズ・ヘリコプターズ製のヘリコプター。
- オクトミノは全部で369種類ある。
- 369（ミロク）は、日本のヒップホップミュージシャン。
- リード(USS Reid, DD-369)は、アメリカ海軍の駆逐艦。
- サディアス・パーカー(USS Thaddeus Parker, DE-369)は、アメリカ海軍の護衛駆逐艦。
- ケート(USS Kete, SS-369)は、アメリカ海軍の潜水艦。
- 369 × 10−2 = 3.69 は φe の数字列である。ただしφは黄金数。(オンライン整数列大辞典の数列 A212712)